# Gerhard Stilz
Gerhard Stilz (* 12. November 1940 in Schnait/Remstal) ist ein deutscher Hochschullehrer und Anglist. 

## Leben
Nach dem Schulbesuch in Schnait und Waiblingen legte Gerhard Stilz am dortigen Gymnasium die Reifeprüfung ab. Seit dem Sommersemester 1960 studierte er an der Eberhard-Karls-Universität Tübingen Anglistik, Geographie und Philosophie. Nach Studienaufenthalten an der Universität Wien (Wintersemester 1961/62) und am University College of North Wales in Bangor (1962/63) legte er 1965 in Tübingen das Staatsexamen für das höhere Lehramt an Gymnasien für die Fächer Englisch und Geographie ab. Seine Promotion bei Friedrich Schubel (1904–1991) erfolgte 1967. Nach einer zweijährigen Tätigkeit als Lektor für deutsche Sprache und Literatur bzw. Visiting Professor an der Universität Bombay (1968–1970) war Stilz seit 1970 am Englischen Seminar der Universität Tübingen tätig, zunächst als Akademischer Rat bzw. Oberrat. 1977 wurde er hier habilitiert und 1980 zum Professor ernannt. Seine Tübinger Lehrtätigkeit wurde unterbrochen durch eine Lehrstuhlvertretung an der Universität Stuttgart (1981–1983) und der Universität Halle-Wittenberg (1995–1996) sowie durch Gastprofessuren an der Northern Arizona University (1986 bzw. 1992) und der University of Adelaide (1991) in Australien. 
Hauptschwerpunkt der wissenschaftlichen Tätigkeit von Gerhard Stilz ist die englischsprachige Literatur außerhalb Großbritanniens, vor allem in Australien und Indien.

## Schriften (Auswahl)
- Die Darstellung und Funktion des Tieres in der englischen Lyrik des 20. Jahrhunderts. Dissertation Universität Tübingen 1968.
- (Hrsg.): Drama im Commonwealth. Narr, Tübingen 1981, ISBN 3-87808-534-6.
- Die anglo-indische Short story. Geschichte einer Kolonialliteratur (= Studien zur englischen Philologie, N.F., Bd. 21). Niemeyer, Tübingen 1981, ISBN 3-484-45020-7 (Habilitationsschrift Universität Tübingen)
- Indien (Grundlagen zur Literatur in englischer Sprache, Bd. 4). Fink, München 1982, ISBN 3-7705-2023-8.
- (Hrsg.): Australienstudien in Deutschland. Grundlagen und Perspektiven (= Deutsch-Australische Studien, Bd. 1). Lang, Bern 1990, ISBN 3-261-04209-5.
- (Hrsg.): Mensch und Natur in Australien (= Deutsch-Australische Studien, Bd. 4). Lang, Bern 1991, ISBN 3-261-04384-9.
- (Hrsg.): Australien zwischen Europa und Asien (= Deutsch-Australische Studien, Bd. 8). Lang, Bern 1993, ISBN 3-906752-20-8.
- (Hrsg.): Australienreisen. Von der Expedition zu Tourismus (= Deutsch-Australische Studien, Bd. 10). Bern, Lang 1995, ISBN 3-906755-54-1.
- (Hrsg.): Gold – Geld – Geltung. Ressourcen und Ziele der australischen Gesellschaft (= Australien-Studien, Bd. 1). Stauffenburg-Verlag, Tübingen 1997, ISBN 3-86057-750-6.
- (Hrsg.): Colonies, missions, cultures in the English-speaking world. General and comparative studies (= Zeitschrift für Anglistik und Amerikanistik, ZAA studies, Bd. 12). Stauffenburg-Verlag, Tübingen 2001, ISBN 3-86057-741-7.
- (Hrsg.): Missions of interdependence. A literary directory (= ASNEL papers, Bd. 6). Rodopi, Amsterdam 2002, ISBN 90-420-1429-6.
- (Hrsg.): Territorial terrors. Contested spaces in colonial and postcolonial writing (= Zeitschrift für Anglistik und Amerikanistik. ZAA monograph series, Bd. 7). Königshausen & Neumann, Würzburg 2007, ISBN 978-3-8260-3769-6.
- (Hrsg.): South Asian literatures (= Postcolonial literature in English, Bd. 1). Wissenschaftlicher Verlag Trier, Trier 2010, ISBN 978-3-86821-226-6.
- Württemberg in den 30er Jahren. Eine fotografische Rundreise. Silberburg-Verlag, Tübingen 2010, ISBN 978-3-87407-889-4.
- (Hrsg.): Am Abend gab es Brotsupp (Alltag im schwäbischen Weindorf – 1940). Silberburg-Verlag, Tübingen 2013, ISBN 978-3-8425-1228-3.